# Sevastos Kyminitis
Sevastos Kyminitis (griechisch Σεβαστός Κυμινήτης, auch Sebastos Kyminetes; * 1630 oder 1632 in Chotses/Kymina bei Trapezunt; † 6. September 1702 in Bukarest) war ein pontusgriechischer Gelehrter und Vertreter der griechischen Aufklärung. 

## Leben und Wirken
Kyminitis studierte in Italien und bei Ioannis Karyophillis, einem Schüler von Theophilos Corydalleus, an der „Großen Schule der Nation“ (Μεγάλη του Γένους Σχολή) in Konstantinopel. Er selbst wurde um 1671 Lehrer an der „Großen Schule der Nation“ und trat wenige Jahre später die Nachfolge von Alexandros Mavrokordatos als Rektor der Einrichtung an. Kyminitis blieb in dieser Position bis 1681/1682, als ihn Studentenunruhen zwangen, von seinem Amt zurückzutreten. Im Jahr 1682 zog er nach Trapezunt, wo er die renommierteste griechische Bildungseinrichtung im Pontosgebiet, das Phrontisterion von Trapezunt, gründete. Ab etwa 1689 war Kyminitis im Auftrag des Fürsten Constantin Brâncoveanu bis zu seinem Tod erster Rektor der kurz zuvor gegründeten Fürstlichen Akademie von Bukarest. Dort erhielt er die Lehrbefugnis für die Fächer Physik, Mathematik und Naturwissenschaften und war zudem Leibarzt Brâncoveanus. Die Hauptstadt der Walachei hatte sich in der zweiten Hälfte des 17. Jahrhunderts zu einem wichtigen Kulturzentrum, unter anderem  der neohellenistischen Renaissance, entwickelt.
Während dieser Zeit (1697 bis 1701) paraphrasierte Kyminitis Werke antiker Schriftsteller und Kleriker wie Synesios von Cyrene, Isokrates, Theophylakt von Ohrid, Agapetos und Pseudo-Aristoteles. Durch die Paraphrasen versuchte er die griechische klassische und die byzantinische Aretaologie-Tradition zu verbinden und einen Gegensatz zum Machiavellismus zu schaffen. Kyminitis sah darin die Möglichkeit, im Sinne der Aufklärung das Regierungshandeln von Staatsoberhäuptern durch den Erwerb von theoretischem Wissen und pragmatischen Fähigkeiten zu unterstützen. Er befürwortete in seinen Schriften eine Monarchie, die auf geschriebenen Gesetzen und nicht auf Gewohnheiten basiert, und konkretisiert die Figur eines mächtigen Herrschers, der allen seinen Untertanen unabhängig von ihrem sozioökonomischen Status Bedingungen der Sicherheit und Gleichheit zusichern kann. Einer seiner Schüler in Konstantinopel war der von 1707 bis 1731 amtierende griechisch-orthodoxe Patriarch von Jerusalem Chrysanthos Notaras.

## Trivia
Die International Hellenic University bietet 2022–2023 eine Sevastos Kyminitis Scholarship for Master’s Studies in Black Sea and Eastern Mediterranean an.

## Schriften
- Εορτολόγιον εν ω Περί τινων ζητημάτων προλαμβανομένων… . 1701 (Digitalisat).
- Δογματική Διδασκαλία της Αγιωτάτης και Καθολικής Εκκλησίας (dt. Dogmenlehre der Heiligsten und Katholischen Kirche). Bukarest 1703 (Digitalisat).